# Panthera leo atrox
Leul american (Panthera leo atrox; leul american de nord sau leul de peșteră nord-american) este o specie dispărută din America de Nord și nord-vestul Americii de Sud, ce a trăit în timpul epocii Pleistocen (în urmă cu 0,34 milioane de ani până acum 11.000 de ani), specia existând 0,33 milioane de ani. Leul american este una dintre cele mai mari feline, fiind cu 25% mai mare decât leii africani moderni.

## Descriere

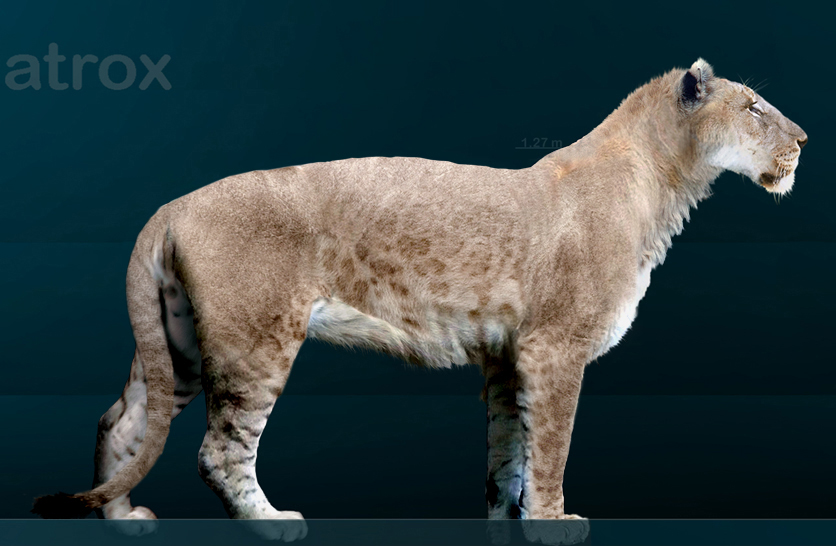
Reconstrucție

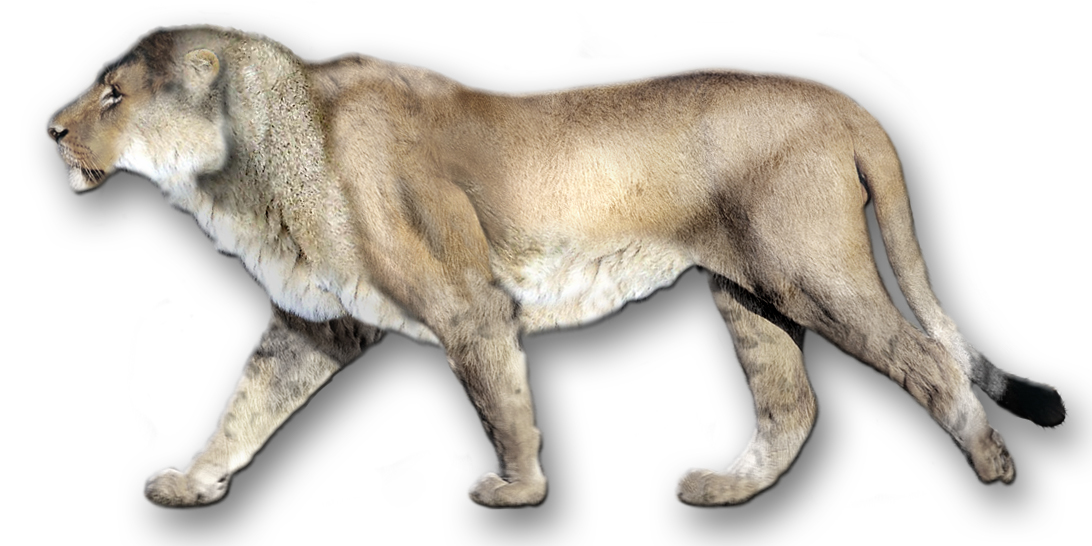
Reconstrucție

Lungimea cap-coadă a leului american este estimată la 1,6-2,5 m (5 ft 3 - 8 ft 2 in), iar înălțimea e estimată la 1,2 m (4 ft) la umăr.
Sorkin (în 2008) a estimat că leul american cântărea aproximativ 420 kg (930 lb), dar un studiu mai recent a arătat o greutate medie de 256 kg (564 lb) pentru masculi, și 351 kg (774 lb) pentru cele mai mari specimene analizate.

## Distribuție și habitat
Leul american s-a răspândit pe scară largă din Alaska în Alberta, Maryland și Peru. În America de Nord, rămășițele acestuia a fost găsite mai mult în vest decât în est, până în Chiapas, Mexic. Cele mai recente fosile, din Edmonton, datează de acum 11.355 ± 55 ani.
În unele zone, leul american a trăit în condiții climatice reci. Probabil că ei foloseau peșteri sau fisuri pentru a se adăposti de vremea rece.
Leii americani se hrăneau cu cerbi nord-americani, cai, cămile, tapiri, bizoni americani, mamuți și alte animale erbivore mari.
Oase de leu american au fost găsite în grămezile de gunoi ale indienilor americani din paleolitic, sugerând că omul a contribuit la dispariția acestuia.